# Други сремски партизански одред
Други сремски партизански одред је био партизанска јединица у саставу Народноослободилачке војске и партизанских одреда Југославије током Другог светског рата у Југославији.

## Историјат
Пети батаљон Трећег НОП одред Треће оперативне зоне Хрватске, наредбом Главног штаба Војводине од 19. јула 1943. преформиран је у 1. и 2. сремски НОП одред. Оба одреда имала су и по једну диверзантску групу, а из њиховог састава образоване су две Пограничне чете за контролу Дунава, од Земуна до Илока, и Саве, од Земуна до Жупање. При формирању, 2. сремски НОПО имао је један батаљон (150 бораца), и дејствовао је у западном делу Срема. Значајније акције: напад на железничку станицу Врбању ноћу 18/19. августа 1943, на домобранско упориште у селу Бошњацима 31. августа; уништење оклопног и путничког воза 9. септембра код железничке станице Спачве на прузи Винковци—Брчко. У септембру је формиран 2. батаљон, а 7. октобра дао је један батаљон за формирање 4. војвођанске бригаде. У другој половини октобра Одред води борбе против немачких снага у Босутским шумама. У првој половини новембра поновно има два батаљона, а 17. јануара 1944. даје батаљон 6. војвођанској бригади. У марту се пребацио преко Саве у рејон Бијељине, где је са јединицама 16. и 36. војвођанске дивизије дејствовао против немачких и четничких снага.
Крајем марта вратио се у западни Срем. У априлу је нападао на комуникације Београд—Загреб, Шид—Рача и Винковци—Брчко. Мобилишући нове борце, Одред је брзо нарастао на два батаљона.За време непријатељске противофанзиве Житни цвет (јун—август 1944) 2. сремски НОП одред и 7. војвођнска бригада нападају непријатеља на подручју Босутских шума (села Моровић, Батровци, Строшинци, Јелисаветин канал). На основу наредбе Главног штаба Војводине од 22. јула 1944. од 1. и 2. сремског народноослободилачког партизанског одреда су формирани Фрушкогорски, Посавски и Босутски народноослободилачки партизански одред, који су 11. септембра 1944. преформирани у 8, 10. односно 9. војвођанску бригаду.